# Exil politique
L'exil politique est la situation de quelqu'un qui est expulsé ou obligé de vivre hors de sa patrie. 
Cette situation entraîne des conséquences directes pour les individus concernés : il imprime à leur émigration un caractère non volontaire, car les événements politiques restreignent fortement les choix individuels possibles, et aléatoire, puisque la décision de résider sur le territoire d'un autre État et le moment du retour au pays échappe aux individus.
Les principales formes de violence politique peuvent être les persécutions idéologiques, ethniques, religieuses ou les conflits entre États. Les types de violence et leur étendue définissent les caractéristiques sociales de la population exilée : opposants idéologiques, membres de minorités ethniques territoriales ou intermédiaires, populations civiles se trouvant sur les lieux où s'exerce la violence.
Le pays d'accueil peut être un pays appliquant le pluralisme politique, mais en général les exilés préfèrent chercher refuge dans un pays voisin à leur nation d'origine. La situation juridique des exilés dans L'État de destination dépend en général de la politique d'asile de cet État. Selon le degré de reconnaissance des persécutions subies ceux-ci deviendront des réfugiés statutaires, des réfugiés de facto, des immigrés, des clandestins ou des « réfugiés en orbite ».
Souvent les opposants politiques luttent dans leur pays d'accueil pour solliciter un changement dans leur pays d'origine. Cela est généralement fait via des organisations de résistance ou de gouvernement en exil (comme la résistance tibétaine qui a organisé un gouvernement en exil en Inde). 
Le droit d'asile est aujourd'hui reconnu dans la plupart des démocraties.

## Histoire

### L’exil politique dans l’antiquité
En grec, le mot pour « exil » est « phyghé » («  fugue  », mais, plus précisément, «  fuite  »). Toutefois, dans la conception ancienne il est loin d’être uniquement une peine, car il correspond à l’exercice d’un droit (appelé par les Romains nommément « ius exilii »), qui reconnaît à tout citoyen la faculté de se soustraire, par la fuite, à l’exécution de la peine prévue à son encontre. Il se présente comme la faculté accordée à un citoyen de se soustraire avec la fuite à une peine. Justement à cause de cette particularité, il échappe aux deux grandes catégories du droit que l’on retrouve dans la classification des situations subjectives: les droits et les peines. Pour Cicéron en particulier, « Exilium non supplicium est,sed perfugium porturque supplicii » (en français : L’exil n’est pas une peine, mais un refuge et une échappatoire au châtiment). Donc l’exil est perçu non comme une simple fuite mais comme un « perfugium », comme un « abri ». 
Plus tard, la conception stoïcienne (chez Cicéron et Sénèque, ou dans l’opuscule De exilio de Plutarque) va conférer à l’exil une signification qui en valorise la portée politique (toujours selon Cicéron, il faut antéposer « exilii libertatem domesticæ seruituti » ) et, plus généralement, éthique. C’est en effet une caractéristique propre du sage de mépriser les biens de ce monde, et c’est aussi propre de la condition humaine d’être « toujours de passage », comme l’est souligné par Senèque.

### L’exil au moyen âge dans les villes italiennes
Avant de parler de l’exil dans les villes italiennes, (ou pour mieux dire du bannum perpetuum pour utiliser le vocabulaire de l’époque), il faut tout d’abord revenir sur la question du bannum. Pour bien entendre la différence entre l’exilium classique et le bannum médiéval, il est sans doute essentiel de souligner un trait fondamental de ce dernier : il est en fait plutôt considéré comme une véritable procédure d’exclusion, à laquelle les communes italiennes pouvaient recourir au cas où un de ses citoyens manquait de respecter un de ses ordres. Le bannum a été d’abord et pendant longtemps non pas une peine à proprement parler mais plutôt une mesure temporaire et révocable destinée à remettre sur la bonne voie le citoyen qui s’éloignait du droit chemin et du respect du bien public. Par exemple, à Gênes en 1143 l’esilium perpetuum fut décidé pour ceux qui auraient volontairement tué un Génois. Dans ce cas certes, le bannum perdait son caractère de mesure vouée au respect des ordres et devenait une véritable sanction, mais on voit comment il constituait encore une réponse à la désobéissance à une règle. Le fait qu’à cette époque les banni perpetuis n’étaient qu’une version plus extrême des banni ordinaires (qui étaient notoirement révocables) est démontré par l’existence de banni « intermédiaires », c’est-à-dire quasi-perpétuels. 
Néanmoins, cette situation changea par la suite, puisqu’on voit les bannis à perpétuités devenir de plus en plus courants et viser une autre catégorie de sujets. En fait, dans les décennies centrales du XIIIe siècle, la querelle autour de l’utilisation des ressources publiques croît jusqu’à devenir une des principales raisons d’affrontement à l’intérieur des villes. Par conséquent, entre 1220 et 1260 on[Qui ?] intensifie les moyens de contrôle sur les ressources publiques (tels les libri iurium[Traduire passage], ou bien la répartition en quartiers des villes et des campagnes autour d’elles), et ce n’est pas étonnant de remarquer comment c’est justement en cette phase que l’on met en place aussi des procédures pour viser ceux qui essayaient de se soustraire à ce genre de contrôle[pourquoi ?]. Parmi ces procédures on retrouve bien sûr le bannum perpetuum (bannissement perpétuel). 
De plus, dans cette période on voit aussi un processus de polarisation des groupes d’intérêt qui formèrent ensuite les factions internes à la ville. Et c’est justement au moment de la formation de ces derniers qu’on assiste à une véritable criminalisation du délit politique.  Le durcissement du bannum qui devient de révocable à perpetuum est donc une transformation de la signification même de cette pratique, qui de mesure qui vise à rééduquer le citoyen dévient une véritable procédure pénale, destinée à frapper en particulier les ennemis politiques de la faction qui s’était emparée du pouvoir. Généralement, telles mesures étaient accompagnées par la confiscation et destruction des biens. « Le bannum perpetuum va en effet de pair avec une criminalisation du délit politique qui se prévaut également d’autre procédures. On ne bannit plus seulement les appartenants, normalement fichés, à la faction adverse, mais également leurs « amis », qui deviennent autant d’ennemis potentiels, à bannir de façon préventive. ». 

#### Le cas de Florence
Dans le cas de Florence, on voit comment dans l’espace d’un siècle (1248-1348) « on passe d’un type de gouvernement adapté à une structure entre féodal agraire et mercantile, au Priorato delle Arti, expression de l’organisation commerciale et industrielle de sa société. ». Le bannum, en tout ce processus, a été utilisé comme instrument typiquement communal de contribution à la solidification des structures démocratiques. L’alternance est de règle à Florence dans la seconde moitié du XIIIe siècle. De 1248 à 1280 plusieurs batailles sanctionnent la victoire d’une faction et le départ des adversaires : départ donc volontaire, et non la condamnation à l’exil. Les Guelfes s’expatrient donc d’eux-mêmes. Toutefois, une fois sortis de Florence de leur propre initiative, ils ne peuvent y rentrer, car c’est à ce moment qu’intervient la condamnation : les chroniques nous disent « … essendo usciti, furono banditi… ». Le bannissement est donc la conséquence de l’exercice d’un droit, le « ius exilii » romain, le bando intervient au second degré, comme conséquence d’un refus de se soumettre au jugement des tribunaux (d’où le qualificatif de ribelli.). Pendant la période du Governo del primo popolo, le bannissement restera à la discrétion des autorités publiques, motivés par la personne et non par la faute. Pour lors, la politique à courte vue reste le défaut majeur de l’institution communale en cours de formation, à la recherche non seulement d’une identité mais aussi d’une légitimité. Pendant les années 1270-1330, on voit l’instauration de liens de subordination du contado à la ville, l’installation d’une démocratie « corporative », qui sanctionne la définition législative d’une exclusion politique par la publication des Ordinamenti di Giustizia. Ces derniers, en matière d’exil, innovent à bien des égards, en particulier sur quatre points : « le bannissement se distingue désormais en légal et illégal, politiquement pénalisant et juridiquement pénalisant, territorial ou non territorial, et enfin achetable et donc compressible ou non. ».  
Donc on voit comment la notion d’exil se complique aussi d’un point de vue juridique. L’exil volontaire se double donc d’un exil forcé, il assume ainsi la double valeur qui revêtait l’exilium romain. Après, au fur et en mesure que la commune progresse et s’affirme comme puissance publique, elle va opter pour un type de législation moins limité dans ses finalités, ce qui a pour effet de garantir la permanence des institutions communales contre les forces individualistes. Ainsi l’exilium acquiert la qualité de peine lorsque la commune, en ayant tenté de recomposer en unité la multiplicité des entités coexistantes, en tire les conséquences sur le plan juridique. Elle punit alors par le billet du bannissement celui qui remet en question la qualité essentiellement collective des institutions communales. Il ne faut donc pas s’étonner si au délit communal est associé dès le dernier quart du XIIIe siècle un délit politique puni par une identique mise à l’écart, l'antimagnatizia.
Le magnate n’est pas exclu de la ville en tant que tel, mais tenu hors du cercle de l’exercice du pouvoir. Il lui est en effet interdit d’assumer la responsabilité n’importe quel ufficium. La justification d’une telle procédure législative est contenue dans le refus de la part du magnate (ou nobile) du principe d’anonymisation qui anime l’esprit des institutions communales. Toutefois, il faut souligner que l’exil territorial des nobili est, en effet, instrumental, car il est avant tout sélectif, comme démontré aussi par le fait que c’est une peine qui ne relève pas de l’objectivité d’un texte, mais de l’arbitraire d’un prononcé. Au cours des années 1296-1312, il sert notamment les intérêts des consorterie au pouvoir : il est donc utilisé comme arme pour aplanir la voie du monopole politique, arme que l’on brandie essentiellement pour non-respect des interdictions. L’expulsion du magnate est en fait une expulsion collective qui se réalise par une série de bannissements individuels des successeurs et les héritiers.

#### Dante Alighieri, «exul immeritus»
Dante Alighieri, un des plus célèbres poètes et bannis florentins, utilisera pour la première fois le mot « exul » dans l’épître II, missive de condoléances aux comtes de Romena, Oberto et Guido, écrite probablement en 1304. Cette expression viendra ensuite reprise par l’auteur dans l’épître III, adressée à « l’exulanti Pistoriensi » Cino da Pistoia en 1306. En utilisant ce mot précis, et pas fuoriuscito ou bandito, on voit comment Dante clame son appartenance à la lignée qui le rattache aux grandes auteurs de l’antiquité et qui le différencie nettement de tous les autres fuoriusciti des cités médiévales. De plus, dans le syntagme « immeritus » il rehausse la dénotation négative de son prefixe par le fait d’être une citation issue de Ovide, une des auctoritas latine par excellence. Cependant, on voit que l’expression « exul immeritus » est précédée par un autre qualificatif, celui de florentinus . « La progression a comme point de départ une donnée objective : la continuité de son identité civique (florentinus), qui ne peut se définir que par rapport à la cité où il est né ; mais « exul », en position centrale, introduit, dans cette continuité objective, une double fracture : celle, subie et toute négative, que Florence a provoqué en le bannissant ; celle qu’il a choisi d’établir en se réclamant de la tradition latine de l’exilium ». 
On[Qui ?] peut donc considérer qu’entre 1306 et 1307 Dante a déjà « choisi » son exil, concrètement en s’éloignant de celle que lui-même décrit comme la « compagnia malvagia e scempia », mais il l’a fait surtout en faisant de l’exil le « lieu » d’où il parle en tant qu’auteur, le lieu qui valide la profération de sa parole autobiographique d’exilé. Cela sera revendiqué le 19 mai 1315, quand à l’occasion de la fête de Saint- Jean  Florence promulgue une amnistie générale pour les exilés, à condition qu’ils reconnaissent leur faute, payent une somme d’argent et fassent preuve de repentance publique. Dante, qui est parmi les graciés, refuse telle proposition. Malgré les insistances de parents et amis, Dante refuse de rentrer à Florence. Dans la lettre de réponse qu’il écrit à un « pater » inconnu, le poète donne libre cours à toute la souffrance et l’étonnement qu’il ressent ; dans cette occasion, on voit comment le choix du mot « exul » est clairement explicité. Le rattachement à la tradition latine, où l’ « exul » pouvait garder sa dignité et son intégrité par un acte d’éloignement volontaire, explique sa détermination à se différencier du bannitus médiéval, stigmatisé comme un paria et associé aux « infâmes ».  Après cette ultime humiliation infligée et ce désenchantement supplémentaire, l’exil n’est plus un affront, mais dévient un privilège des justes, un choix éthique incontournable.

#### Francesco Petrarcaet l’exil
Dans cette section concernant Petrarca, il faut tout d’abord souligner que cet auteur n'a jamais été exilé ; Cependant son père l'a été alors qu'il était enfant, ce qui conditionne les rapports entre l’auteur et sa ville natale sous un autre point de vue. Toutefois, on peut définir l’exil de Petrarca un véritable style de vie. Dans une de ses œuvres, Les remèdes aux deux fortunes. De remediis utriusque fortune, il exprime son propre point de vue sur la question. 
Dans le dialogue entre Ratio et Dolor, le point de vue de Ratio est assez simple : l’exil n’existe pas. En fait, il existe juste dans la mesure où on le considère comme tel, car les individus de valeur ne se laissent pas troubler par cela et savent vivre partout en compagnie de leur vertu intacte. Petrarca ajoute après comment un exil de courte durée redonne à l’individu sa patrie, et comment un exil de longue durée lui permettra d’en trouver une nouvelle. L’auteur retient « limité » de se voir attaché à un seul bout de terre et considérer comme exil tout ce qui le dépasse : donc se plaindre de l’exil veut dire ne pas posséder cette grandeur d’âme qui nous montre le monde entier comme une prison étroite. 
Par conséquent, si Dante considère une certaine « tension » entre deux patries, Florence, terre natale, et le monde qui est la patrie de tout ce qui sait en être citoyen, chez Petrarca ce conflit est totalement absent. Au contraire, il reconnait son origine florentine, (même s’il le fait juste dans des contextes froids et presque auto-défensifs), mais il ne souhaite pas y retourner. Cela est démontré par le refus à l’offre du gouvernement du comune d’un poste de professeur à l’université de Florence. 
L’auteur ne reconnaît qu’une seule « petite patrie », Valchiusa, qui toutefois n’arrive pas à substituer la seule vraie « grande patrie » de Petrarca, l’Italie. Toutefois, il faut remarquer qu’à l’époque non seulement une vraie Italie politique n’existait pas, mais en plus elle n’était même pas lointainement envisagée. Même si c’est un thème toujours très débattu, l’Italie à laquelle Petrarca revendique son appartenance est principalement composée de deux éléments : des paysages magnifiques et une réalité historico-culturelle qui trouve son apogée dans la miroir de la Rome antique. À la lumière de tout cela, on comprend bien comment pour lui se déplacer de la Provence à l’Italie n’est pas proprement le retour d’un exil, et on ne peut pas dire que le sien soit un véritable « retour ». On[Qui ?] pourrait se demander donc où, en Petrarca, on retrouve un « syndrome de l’exil ». Tout d’abord, on[Qui ?] le retrouve dans le fait que Petrarca sent d’appartenir à une Italie « autre », celle qui a été et qui pourrait, peut-être, redevenir. Donc Petrarca se sent un Italien en exil car il se sent citoyen d’une Italie qui n’existe pas, mais qui lui se révèle continuellement dans ses grâces et dans le patrimoine de sa mémoire historique que lui-même a essayé de ritualiser au nom d’une continuité des valeurs à redécouvrir. L’auteur appartient donc à un non-temps, un non-lieu, et cette condition ne peut être mieux exprimée que par son sentiment d’exil.